# マサカー
マサカー（Massacre）は、1980年にギタリストのフレッド・フリス、ベーシストのビル・ラズウェル、ドラマーのフレッド・マーによって、即興によるエクスペリメンタル・ロック・バンドとしてニューヨークで結成された。1年余りライブを行い、スタジオ・アルバム『キリング・タイム』（1981年）をレコーディングした。フリスとラズウェルは、1998年にドラマーのチャールズ・ヘイワードと共にマサカーを再編し、さらに4枚のアルバム、『Funny Valentine』（1998年）、『Meltdown』（2001年）、『Lonely Heart』（2007年）、『Love Me Tender』（2013年）をリリースした。最後の3枚のアルバムはライブで録音され、最初のアルバムはロンドンで、その他のアルバムは1999年から2008年までのヨーロッパのフェスティバルで録音された。
BBCは、マサカーのことを「シャドウズ、キャプテン・ビーフハート、デレク・ベイリー、ファンカデリックの不聖なる結晶」と表現した。

## 略歴
イングランドのアヴァンギャルド・グループ、ヘンリー・カウの共同創設者であったギタリストのフレッド・フリスは、ヘンリー・カウ解散後、1979年にニューヨークに転居した。そこで彼は、共にジャズ・アンサンブル、マテリアルのメンバーであったベーシストのビル・ラズウェルとドラマーのフレッド・マーと出会い、一緒にパフォーマンスするようになった。1980年、ピーター・ブレグヴァドがニューヨークにてサウンドスケープによるバレンタインデー・コンサートのオープニング・バンドを探していたとき、マサカーと呼ばれるパワー・トリオとしてフリスがラズウェルとマーと組んで参加するよう招待した。バンドは好評を博し、すぐにニューヨーク市内のさまざまな会場で演奏を始めた。
マサカーは、リズムと音色を自由に操作する、高エネルギーのエクスペリメンタル・ロック・バンドであった。彼らは、フリー・インプロヴィゼーション・ジャズの要素を盛り込んで、初期のロックンロールが持っていた生のエネルギーを取り戻すことを意図していた。フリスは1982年に『ダウン・ビート』誌に語った（マサカーの分裂後）：
| 「 | [マサカー]は、クラブで耳にするような大音量でエネルギッシュな騒音を演奏するために作られました。このグループはニューヨークに対する直接の反応でした。[それは]非常に攻撃的なグループであり、ニューヨークのロック・クラブ・シーン全体に対する私の反応のようなものでした。 | 」 |

彼らのライブセットは、作曲されたナンバーと即興のナンバーの両方から構成され、多くの場合、短いが常に大音量であった。彼らは1980年と1981年にアメリカとヨーロッパをツアーし、フランスのプログレッシブ・ロック会場でのパフォーマンスは好評を博した。
1981年に、マサカーは、1981年6月にニューヨーク市ブルックリンにあるマーティン・ビシのスタジオで行われたスタジオ・レコーディングと、1981年4月のパリ・コンサートでのライブ・レコーディングで構成される唯一のアルバム『キリング・タイム』をリリースした。また、フリスの1981年のソロ・アルバム『スピーチレス』の一部でもフィーチャーされた。マサカーの最終公演は、1981年の7月4日までの週末（7月2日から4日）にマンハッタンのインロード・パフォーマンス・スペースで行われ、その後、マーが脱退し、バンドは分裂した。
1983年にマサカーの残された2人は、ドラマーであるアントン・フィアーによって結成されたゴールデン・パロミノスに加わった。マサカーの公演に最も近いものとなったのは、1985年2月にボストンで開催されたコンサート「Two Against One」で、ゴールデン・パロミノスが3人のメンバー（フリス、ラズウェル、ドラムのフィアー）だけで演奏したときだった。彼らはまるでマサカーのようにプレイし、セットには『キリング・タイム』の作品がいくつか含まれていた。このユニットは同じ時期に東京でも演奏を行った。
マサカーは、フリスとラズウェルが、ディス・ヒートのドラマーであったチャールズ・ヘイワードに加入を依頼した1998年に改編された。新しいラインナップは、スタジオの即興から抜粋されたアルバム『Funny Valentine』（1998年）と、ロンドンにて開催されたロバート・ワイアットの「2001 Meltdown Festival」で録音されたほとんど編集されていないコンサートを収録したアルバム『Meltdown』（2001年）、2003年にパリとデンマークで録音されたアルバム『Lonely Heart』（2007年）、1999年と2008年にヨーロッパで録音された『Love Me Tender』（2013年）という3枚のライブ・アルバムをリリースした。4枚のアルバムはすべてジョン・ゾーンのツァディク・レーベルからリリースされた。

## メンバー
- フレッド・フリス (Fred Frith) – ギター、カシオ、ラジオ、ボイス、第二次世界大戦パイロットのスロート・マイクロフォン (1980年–1981年、1998年–2008年)
- ビル・ラズウェル (Bill Laswell) – 4弦&6弦ベース、ポケット・トランペット (1980年–1981年、1998年–2008年)
- フレッド・マー (Fred Maher) – ドラム、パーカッション (1980年–1981年)
- チャールズ・ヘイワード (Charles Hayward) – ドラム、ボイス、メロディカ (1998年–2008年)

## ディスコグラフィ

### アルバム
- 『キリング・タイム』 - Killing Time (1981年、Celluloid Records)
- Funny Valentine (1998年、Tzadik Records)
- Meltdown (2001年、Tzadik Records) ※ライブ
- Lonely Heart (2007年、Tzadik Records) ※ライブ
- Love Me Tender (2013年、Tzadik Records) ※ライブ

1993年にRecRecミュージックが、追加トラック6曲（そのうちの1曲はフリスのアルバム『スピーチレス』からのもの）を含むCDで『キリング・タイム』を再発した。
2005年、フレッド・フリスは自分のレーベルであるフレッド・レコードからリマスター盤の『キリング・タイム』を、RecRecのリイシューからの追加トラック6曲に、これまで未リリースだった2曲「Third Street」と「F.B.I.」（1981年、パリでのライブ）を加えてリリースした。このエディションには、次の注記が含まれている。「以前のCDやLPのバージョンとは対照的に、『キリング・タイム』のLPを基にした、元々の意図通り、正しい速度とピッチで、リバーブを追加していない音楽が本作で聴けます」。